# Слободской, Морис Романович
Мори́с Рома́нович Слободско́й (30 ноября (13 декабря) 1913, Санкт-Петербург, Российская империя — 6 февраля 1991, Москва, СССР) — русский советский писатель-сатирик, поэт, драматург и сценарист.
Совместно с Яковом Костюковским и Леонидом Гайдаем написал сценарии популярных кинокомедий «Операция «Ы» и другие приключения Шурика», «Кавказская пленница» и «Бриллиантовая рука».

## Биография
Родился 30 ноября (по старому стилю) 1913 года в Санкт-Петербурге, в семье уроженца Вильны Романа (Рувина) Абрамовича Слободского (1887—?) и Баси Наумовны Слободской. Семья жила на Фонтанке, дом № 126. Первые шаги в журналистике вместе с Всеволодом Иорданским делал в газете «Подмосковный гигант» (сейчас «Новомосковская правда») в Бобриках (ныне Новомосковск Тульской области). Член Союза писателей СССР (1938).
Во время Великой Отечественной войны служил журналистом и специальным корреспондентом в редакции фронтовой газеты «Красноармейская правда», где публиковал рассказы и фельетоны, в том числе главы повести «Новые похождения бравого солдата Швейка», также поставленной в виде пьесы. Награждён орденом Красной Звезды, орденом Отечественной войны II степени, орденом Знак Почёта и медалями. Член ВКП(б) с 1943 года.
Начиная с 1945 года (с пьесы «Факир на час») на протяжении восемнадцати лет работал в соавторстве с В. А. Дыховичным. В это время были созданы «Человек с того света», «Воскресенье в понедельник», «200 тысяч на мелкие расходы», «Ничего подобного», «Женский монастырь» и другие пьесы, сатирические стихи, пародии, фельетоны. Помимо пьес творческим дуэтом Дыховичный—Слободской были написаны и другие эстрадные произведения в различных жанрах для пародийного театра «Синяя птичка», Московского театра миниатюр, Театра эстрады. Среди них как отдельные эстрадные номера, так и целые эстрадные программы — «Вместо концерта» для А. И. Шурова и Н. Н. Рыкунина (1953), «Вот идёт пароход» для театра сада «Эрмитаж» (в соавторстве с Б. С. Ласкиным, 1953), «Кляксы» для Мироновой и Менакера (1960), пьесы для Московского мюзик-холла «Москва—Венера, далее везде…» (1961) и «Тик-так, тик-так» (1962), водевиль «Гурий Львович Синичкин» (1963) для Ленинградского театра комедии (с Владимиром Массом и Михаилом Червинским, на музыку Никиты Богословского).
Умер в 1991 году. Урна с прахом захоронена в колумбарии Ваганьковского кладбища.

## Семья
- Тётя — Ода Абрамовна Слободская (1888—1970), русская и британская оперная певица (сопрано)[5].
- Двоюродный брат отца — Александр Кузьмич (Куселевич) Слободской (1894—1962), советский актёр, мастер художественного слова; его дочь (троюродная сестра М. Р. Слободского) — актриса Инна Слободская.
- Жена — Тамара Алексеевна Слободская (1911—2005).

## Сочинения

### Драматургия
- «Тот, кого искали»: Комедия. М., 1941. В соавторстве с А. Б. Раскиным
- «Коварство и любовь». М., 1943
- «Звезда экрана»: Комедия. М., 1945. В соавторстве с А. Б. Раскиным
- «Факир на час»: Водевиль. М., 1946. В соавторстве с В. А. Дыховичным
- «Агент»: Комедия. М., 1949. В соавторстве с В. А. Дыховичным
- «О сегодняшней нашей весне»: Литературно-музыкальное обозрение. М., 1952. В соавторстве с В. А. Дыховичным
- «Где эта улица, где этот дом?»: Водевиль-обозрение. М., 1954 (Репертуар театральной самодеятельности)
- «200 тысяч на мелкие расходы»: Комедия. М., 1959. В соавторстве с В. А. Дыховичным
- «Ничего подобного»: Комедия. М., 1960. В соавторстве с В. А. Дыховичным
- «Москва-Венера, далее везде…»: Феерия-буфф. М., 1961
- «Женский монастырь». М., 1962. В соавторстве с В. А. Дыховичным
- «Бриллиантовая рука»: Детективно-эксцентрическая комедия. М., 1970 (Библиотечка кинодраматурга). В соавторстве с Я. А. Костюковским, Л. Гайдаем.
- «Душечка-1970»: Трагикомическая история молодой женщины в 4 романах. М., 1970. В соавторстве с Я. А. Костюковским
- «Два дня весны»: Комедия. М., 1977. В соавторстве с Я. А. Костюковским

### Проза
- Восклицательный знак. М., 1939. В соавторстве с А. Б. Раскиным
- Новые похождения бравого солдата Швейка. М., 1942
- Четвёртая страница: Фронтовая сатира. М., 1942
- Похождения Петухова: Сатирические рассказы. М., 1954 (Библиотечка «Огонёк»; № 13). В соавторстве с В. А. Дыховичным
- Стакан воды: Юмористическая повесть. М., 1955. В соавторстве с В. А. Дыховичным
- Следующий номер программы…: Сатира и юмор для эстрады. М., 1960 (Репертуар художественной самодеятельности). В соавторстве с В. А. Дыховичным
- Разные комедии. М., 1965. В соавторстве с В. А. Дыховичным
- И предки были молодыми. М., 1983. В соавторстве с Я. А. Костюковским

### Поэзия
- Пародии и фельетоны. М., 1939 (Библиотечка «Огонёк»; № 10). В соавторстве с А. Б. Раскиным
- Лицо врага. М., 1941
- Испорченная панорама. М., 1942
- Крик души. М., 1947 (Библиотечка «Крокодила»; № 19)
- Дорожные знаки: Сатирические стихи. М., 1951. В соавторстве с В. А. Дыховичным
- Кто сеет ветер…: Сатирические стихи. М., 1952. В соавторстве с В. А. Дыховичным
- По личному вопросу: Сатирические стихи. М., 1957 (Библиотечка «Крокодила»; № 165). В соавторстве с В. А. Дыховичным
- Бесполезные ископаемые: Сатирические стихи. М., 1958. В соавторстве с В. А. Дыховичным
- На земле, в небесах, на море: Сатирические стихи и немного прозы. М., 1962 (Библиотечка «Крокодила»; № 26). В соавторстве с В. А. Дыховичным

## Сценарии

### Фильмы
- 1947 — Весна
- 1954 — Синяя птичка (короткометражный)
- 1955 — Фонтан (короткометражный)
- 1958 — Жених с того света
- 1961 — Совершенно серьёзно (новелла «Приятного аппетита»)
- 1965 — Операция «Ы» и другие приключения Шурика
- 1966 — Кавказская пленница, или Новые приключения Шурика
- 1968 — Бриллиантовая рука
- 1968 — Воскресенье в понедельник (телеспектакль)
- 1972 — Нервы… Нервы…
- 1973 — Неисправимый лгун
- 1973 — Ни пуха, ни пера!
- 1975 — Соло для слона с оркестром
- 1980 — Комедия давно минувших дней
- 1986 — Хорошо сидим!

### Мультфильмы
- 1960 — Мультипликационный Крокодил № 2
- 1961 — Большие неприятности
- 1965 — За час до свидания
- 1967 — Машинка времени
- 1968 — Кот в сапогах
- 1973 — Новые большие неприятности
- 1974 — С бору по сосенке
- 1976 — Слушается дело о... Не очень комическая опера

## Актёр
- 1966 — Кавказская пленница, или Новые приключения Шурика — доминошник

## Награды
- орден Отечественной войны I степени (06.04.1985)[6]
- два ордена Отечественной войны II степени (04.11.1944[7], 30.04.1945[8])
- орден Красной звезды (07.10.1942)[9]
- Орден «Знак Почёта» (7 декабря 1973 года) — за заслуги в области советской литературы и в связи с шестидесятилетием со дня рождения[10]
  - медали СССР, в т.ч.:
  - «За оборону Москвы» (1944)[8]
  - «За Победу над Германией в Великой Отечественной войне 1941—1945 гг.» (1945)[8]
  - «За взятие Кёнигсберга» (1945)[8]
  - «Ветеран труда»